# Leptothorax shelkovnikovi
Leptothorax shelkovnikovi är en myrart som beskrevs av Vladimir Aphanasjevich Karavaiev 1926. Leptothorax shelkovnikovi ingår i släktet smalmyror, och familjen myror. Inga underarter finns listade i Catalogue of Life.